# Peppe
Peppe  è un nome proprio di persona italiano maschile.

## Varianti
- Maschili: Peppo[2][3], Peppi, Pepo[3], Peppino[2], Peppone[2], Peppuccio[1], Peppinello[1], Peppiniello
  - Ipocoristici: Pino, Nello
- Femminili: Peppa[1][2], Peppina[2], Peppona[2], Peppuccia[1], Peppinella[1]
  - Ipocoristici: Pina, Nella

## Origine e diffusione
Si tratta di una delle numerose forme ipocoristiche del nome Giuseppe. All'origine, il nome era tipicamente napoletano.

## Onomastico
L'onomastico si festeggia lo stesso giorno del nome Giuseppe, cioè generalmente il 19 marzo in memoria di san Giuseppe, padre putativo di Gesù.

## Persone
- Peppe Barra, cantante e attore teatrale italiano
- Peppe Lanzetta, drammaturgo, attore e scrittore italiano
- Peppe Licciardi, chitarrista e compositore italiano
- Peppe Quintale, attore e comico italiano
- Peppe Servillo, cantante, attore, compositore e sceneggiatore italiano
- Peppe Voltarelli, cantautore e attore italiano
- Peppe Zarbo, attore italiano

### Variante Peppino

Peppino De Filippo

- Peppino Aldrovandi, politico italiano
- Peppino D'Agostino, chitarrista italiano
- Peppino De Filippo, attore e commediografo italiano
- Peppino De Martino, attore italiano
- Peppino di Capri, cantante italiano
- Peppino Gagliardi, cantante e musicista italiano
- Peppino Garibaldi, generale e agente segreto italiano
- Peppino Impastato, giornalista, attivista e poeta italiano
- Peppino Mazzullo, attore e doppiatore italiano
- Peppino Mereu, poeta italiano
- Peppino Spadaro, attore italiano
- Peppino Vallone, avvocato e politico italiano

## Il nome nelle arti
- Peppone è il sindaco comunista avversario di Don Camillo nei romanzi di Guareschi e nei numerosi film che ne sono stati tratti.
- Peppo è un personaggio della serie manga e anime di Mahiro Maeda Il conte di Montecristo.
- Peppe Passaguai è il protagonista dei film La famiglia Passaguai (1951), La famiglia Passaguai fa fortuna (1952) e Papà diventa mamma (1952), tutti diretti e interpretati da Aldo Fabrizi.
- Peppino (dal cognome non specificato) è uno dei protagonisti del film del 1956 Totò, Peppino e i fuorilegge, diretto da Camillo Mastrocinque
- Peppino Caponi è uno dei protagonisti del film del 1956 Totò, Peppino e la... malafemmina, diretto da Camillo Mastrocinque.
- Peppino Armentano è il protagonista del film del 1959 Arrangiatevi!, diretto da Mauro Bolognini.
- Peppino Castagnano è uno dei protagonisti del film del 1960 Letto a tre piazze, diretto da Steno.
- Peppino Caprioli è uno dei protagonisti del film del 1958 Totò, Peppino e le fanatiche, diretto da Mario Mattoli
- Peppino Barbacane è uno dei protagonisti del film del 1961 Totò, Peppino e... la dolce vita, diretto da Sergio Corbucci.
- Peppino Califano è un personaggio del film del 1964 Sedotta e abbandonata, diretto da Pietro Germi.
- Peppino è il protagonista del film del 1972 Lo scopone scientifico, diretto da Luigi Comencini.
- Peppino Fattibene è un personaggio della commedia di Eduardo De Filippo Quei figuri di tanti anni fa.
- Peppe Nappa è una maschera della commedia dell'arte siciliana.
- Ze' Peppe (o Zè Peppe) è la maschera tradizionale del Carnevale di Manfredonia, in Puglia.
- Peppino Priore è il protagonista della commedia di Eduardo De Filippo Sabato, domenica e lunedì.
- Peppiniello Sciosciammocca è un personaggio della commedia di Eduardo Scarpetta Miseria e nobiltà, nonché del celebre film omonimo che ne fu tratto nel 1954, diretto da Mario Mattoli.
- Peppa Pig è un cartone animato britannico per bambini in età prescolare che ha ottenuto successo internazionale.
- La Peppa o la Beppa (dal soprannome della regina di picche nel gioco) è un gioco di carte, conosciuto come Chat Noir in Francia e Hearts negli USA.
- Il ballo di Peppe fu la canzone d'esordio de I cugini di campagna, lanciata nel 1970 nel corso del programma radiofonico Rai Alto gradimento.
- Il caffè della Peppina è una canzone per bambini presentata allo Zecchino d'Oro del 1971.
- Peppe è il titolo di una canzone degli Shampoo; è una cover-parodia di Help! dei Beatles in dialetto napoletano.
- Peppino è un brano musicale di Antonello Venditti inserito nell'album Venditti e segreti.